# NGC 7627
NGC 7627 (другие обозначения — NGC 7641, PGC 71241, UGC 12556, MCG 2-59-29, ZWG 431.47) — спиральная галактика (Sa) в созвездии Пегас.
Этот объект занесён в новый общий каталог несколько раз, с обозначениями NGC 7627, NGC 7641.
Этот объект входит в число перечисленных в оригинальной редакции «Нового общего каталога».